# だるまさんがころんだ (戯曲)
『だるまさんがころんだ』は、坂手洋二作の演劇作品。2004年読売演劇大賞優秀賞、2004年読売演劇大賞選考委員特別賞、2005年鶴屋南北戯曲賞、朝日舞台芸術賞舞台芸術賞、『シアターアーツ』ベスト舞台・ベストアーティストなど、各賞を受賞している。

## 概要
坂手洋二の書き下ろし新作として2004年2月に燐光群によって発表された。『読売新聞』などでは「社会性と娯楽性を両立させた快作」と評されている。
オムニバス形式で、海外派遣された自衛隊員、地雷除去に携わる女性とヤクザの交流、地雷製造メーカーの会社員とその家庭、故郷を追われたアジアの民といった世界の政治構造をブラックユーモアに包んで描き出し、背後にある巨大な存在を浮かび上がらせている。
2009年7月には『ムクゲの花が咲きました』と改題し、キム・カンボ演出で劇団青羽によってソウルで公演された。

## 書籍
- 『だるまさんがころんだ』坂手洋二（カモミール社、2005年8月、ISBN 978-4-907775-32-2）